# Spilosoma unifascia
Spilosoma unifascia är en fjärilsart som beskrevs av Walker 1855. Spilosoma unifascia ingår i släktet Spilosoma och familjen björnspinnare. Inga underarter finns listade i Catalogue of Life.